# Apure (Flussdelfin)

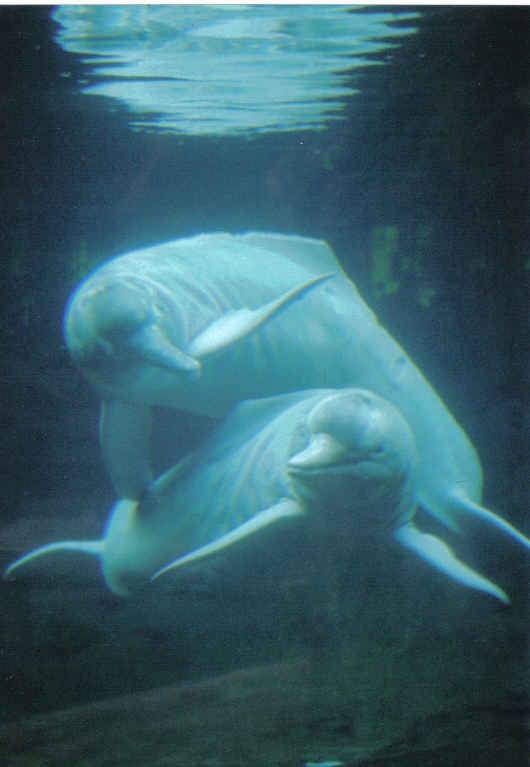
Apure gemeinsam mit Butu (oben) im Juni 2006

Apure (* ca. 1957; † 9. Oktober 2006 in Duisburg) war ein männlicher Orinocodelfin (Inia humboldtiana), der im Duisburger Zoo lebte und bei den Besuchern als Publikumsliebling galt.

## Leben
Apure wurde 1975 gemeinsam mit dem aus dem Orinoco stammenden jüngeren, männlichen Tier Butu (* ca. 1973) auf einer Expedition nach Südamerika für den Duisburger Zoo gefangen. Er stammte aus dem venezolanischen Río Apure, daher auch sein Name. Die Fangaktion war seinerzeit umstritten.
Der Flussdelfin, der wegen des großen Altersunterschieds zu seinem Artgenossen auch unter dem Spitznamen „Vater“ bekannt war, zog im Herbst 2005 gemeinsam mit Butu in das 3,2 Mio. Euro teure neue Tropenhaus „Rio Negro“. Im neuen, zehnmal größeren Bassin mit Panorama-Scheiben sollte den Tieren ein ruhiger Lebensabend verschafft werden. Die beiden waren die einzigen Flussdelfine, die außerhalb eines südamerikanischen Zoos gehalten wurden.
Im Alter von beinahe 50 Jahren starb Apure am 9. Oktober 2006, nachdem seine Bewegungen in den Tagen zuvor bereits deutlich langsamer geworden waren. Als Todesursache wurde Altersschwäche vermutet. Zum Zeitpunkt seines Ablebens galt das Tier als ältester wissenschaftlich bekannter Flussdelfin der Welt. In Freiheit liegt die Lebenserwartung der gefährdeten Delfinart, die in ihrer Heimat von den Ureinwohnern lange Zeit als Fabelwesen verehrt wurde, bei etwa 20 bis 30 Jahren.
Eine abermalige Expedition nach Südamerika, um dem verbleibenden Tier Butu einen neuen Partner zu beschaffen, schloss der Duisburger Zoo aus. In freier Natur leben Flussdelfinmännchen als Einzelgänger.